# Staurois latopalmatus
Staurois latopalmatus ist eine Art aus der Gattung der Winkerfrösche (Staurois) in der Familie der Echten Frösche (Ranidae). Im Englischen wird er Rock Skipper genannt, weil er sich die meiste Zeit auf Felsen aufhält.

## Merkmale
Staurois latopalmatus hat sehr starke Hinterbeine, die ein weites Springen von Stein zu Stein ermöglichen. Männchen werden bis 50, Weibchen bis 70 mm lang. Von den anderen Arten der Gattung unterscheidet sich Staurois latopalmatus durch die ausgeprägten Schwimmhäute der Finger, die bis zu den Fingerscheiben reichen sowie durch die sehr kurze, Mops ähnliche Schnauze.
Boulenger beschrieb Staurois latopalmatus in der Erstbeschreibung wie folgt:

„Schnauze sehr kurz, breit abgerundet, am Ende wie schräg abgeschnitten. Fast senkrechte, nach innen gewölbte (konkave) Zügel (lores, bei Amphibien der Bereich zwischen Nasenloch und Auge). Augen groß, Interorbitaler Abstand so breit wie das obere Augenlid. Tympanum (Membran des Hörorgans) sehr klein und undeutlich. Die Finger sind kurz und enden in sehr großen Fingerscheiben deren Durchmesser drei Viertel des Augendurchmessers entspricht. Bei den beiden äußeren Fingern reicht die Schwimmhaut bis fast an die Fingerscheibe, zwischen zweitem und drittem Finger ist sie kurz. Schwimmhäute an den Zehen sehr breit, sie reichen bis zur Hälfte der Zehenscheiben. Zehenscheiben etwa halb so groß wie die Fingerscheiben. Subartikular Tuberkel oval, flach, keine deutlichen Mittelfuß Tuberkel. Hintere Extremitäten sehr lang und kräftig, das Kniegelenk reicht bis zur Schulter. Haut an der Oberseite feinwarzig, an der Unterseite glatt. Oberseite schwärzlich mit blass brauner Zeichnung am Rücken und weißlichen Flecken an der Seite. Extremitäten mit hellen Querbändern. Hinterseite der Schenkel schwärzlich und weißlich gesprenkelt, untere Seiten weißlich.“

## Verbreitung und Gefährdung
Die Art kommt endemisch auf Borneo vor. Dort verteilt sie sich weiträumig über Sarawak, Brunei, Sabah und Kalimantan, also praktisch auf der ganzen Insel. Exemplare wurden bisher auf Meereshöhen zwischen 150 und 1000 Metern gefunden.
In manchen Teilen der Insel kommt der Frosch sehr häufig vor. Auf der Roten Liste wird die Art als nicht gefährdet (Least Concern, LC) geführt. Die größte Gefahr droht auch hier von der Abholzung des Regenwaldes. Der Frosch kann jedoch auch in bereits zerstörten Bereichen in der Nähe von Primärwäldern auftreten.

## Habitat
Staurois latopalmatus lebt in primären, tropischen Tieflandregenwäldern. Man trifft ihn meist an vertikalen Felswänden sitzend an. Bevorzugt entlang klarer, schnellfließender, felsiger Ströme oder Bäche.

## Verhalten
Nachts rufen die Männchen mit einem hohen Trillerton. Über das Fortpflanzungsverhalten dieser Art ist nicht bekannt, auch Kaulquappen wurden noch nicht gefunden.